# Platja d'El Barrigón
La Platja d'El Barrigón, coneguda també com a Salmoriera és una platja situada en la parròquia de La Isla, en el concejo de Colunga, Astúries. Aquesta platja forma part de la Costa Oriental d'Astúries, no presentant protecció mediambiental de cap tipus.

## Descripció
Es troba en el sector est de la Platja de La Isla, de la qual la separa una petita elevació rocosa, i amb la qual comparteix a més de la forma de petxina i els gruixos i daurats grans de sorra, molts dels serveis amb els quals compta.
En baixamar s'obre un pas que la uneix a la Platja de La Espasa.

## Característiques
- Longitud: 150 metres
- Entorn residencial
- Accessos rodats

## Serveis
Els comparteix amb els de la Platja de la Isla:
- Aparcament.
- Dutxes.
- Servei de socorristes diari.
- Restaurants i quiosquets.